# 塞奇威克 (阿肯色州)
塞奇威克（英語：Sedgwick）是一個位於美國阿肯色州勞倫斯縣的城鎮。

## 地理
塞奇威克的座標為35°58′44″N 90°51′46″W / 35.97889°N 90.86278°W，而該地的平均海拔高度為79米（即259英尺）。

## 人口
根據2020年美國人口普查的數據，塞奇威克的面積為1.35平方千米，皆為陸地。當地共有人口163人，而人口密度為每平方千米120人。